# Sycoryctinae
Los sicorictinos (Sycoryctinae) son una subfamilia de himenópteros apócritos de la familia Pteromalidae, son avispas relacionadas con los higos. Antes estaban en la familia Agaonidae. Son parasitoides o inquilinos de avispas que forman agallas en los higos, especialmente miembros de la subfamilia Agaoninae. Inyectan sus huevos con un largo ovipositor desde afuera del higo. Son de distribución mundial.

## Géneros
- Adiyodiella Priyadarsanan 2000 (1 especie)
- Apocrypta Coquerel 1855 (27 especies)
- Arachonia Joseph 1957 (2 especies)
- Critogaster Mayr 1885 (6 especies)
- Dobunabaa Boucek 1988 (1 especie)
- Parasycobia Abdurahiman & Joseph 1967 (1 especie)
- Philotrypesis Förster 1878  (44 especies)
- Philoverdance Priyadarsanan 2000 (1 especie)
- Sycoscapter Saunders 1883 (61 especies)
- Tenka Boucek 1988 (1 especie)
- Watshamiella Wiebes 1981 (6 especies)